# Avenue Baron Louis Huart
L’avenue Baron Louis Huart est une voie de circulation urbaine de la ville de Namur, en Belgique. Suivant le tracé des anciens remparts (disparus) elle longe sur trois cent mètres la Meuse, entre le pont de Jambes et  sa confluence avec la Sambre. Créée comme Boulevard Ad Aquam sur les anciens remparts de la ville de Namur (Rempart Ad Aquam), elle reçut ce nouveau nom en 1964.

## Histoire
Au Xe siècle déjà le bourg de Namur, qui se limitait alors à ce que l’on appelle le ‘Grognon’ aujourd’hui, avait son enceinte. Le tracé du rempart qui longeait la rive de la Meuse était déjà, approximativement, ce qui est aujourd’hui l’avenue Baron Louis Huart. Au XVIe siècle, lors de la construction de la quatrième enceinte de la ville de Namur (qui s’était largement développée au nord de la Sambre), - dans l’atmosphère culturellement latinisante de la Renaissance - on donna à ce rempart en bord de Meuse – qui protégeait du fleuve tout en gagnant également du terrain sur l’eau - le nom de ‘Rempart Ad Aquam’ (c’est-à-dire : ‘rempart donnant sur l’eau’).  
Sur ce rempart considérablement renforcé pour résister aux nouvelles techniques d’artillerie, s'établit beaucoup plus tard une promenade plantée d'arbres. Ce fut le ‘Boulevard Ad Aquam’. Le rempart était promenade, tandis que le trafic des charrois entrant dans la ville passait par la rue Notre-Dame.  
En 1847 un chemin de halage est créé en contrebas du rempart Ad Aquam conduisant à la pointe du Grognon où un petit port fluvial est aménagé. À partir de 1860 les remparts de la ville disparaissent les uns après les autres. C’est beaucoup plus tard, en 1894, qu’un vrai boulevard de 8 mètres de large est aménagé, entre l’Hospice Saint-Gilles et le faubourg de La Plante, sur ce qui n’était qu’une promenade.
Peu après la Société des chemins de fer vicinaux demande son élargissement pour y faire passer la ligne de tramway allant à La Plante et Wépion. Le projet est achevé en 1899  En 1912 la promenade est embellie par l’installation d’une balustrade en fer forgé entre le pont de Jambes et le confluent. En 1914 l’ouverture du casino, un peu au delà du pont de Jambes, ajoute encore à l'attrait de la promenade. 

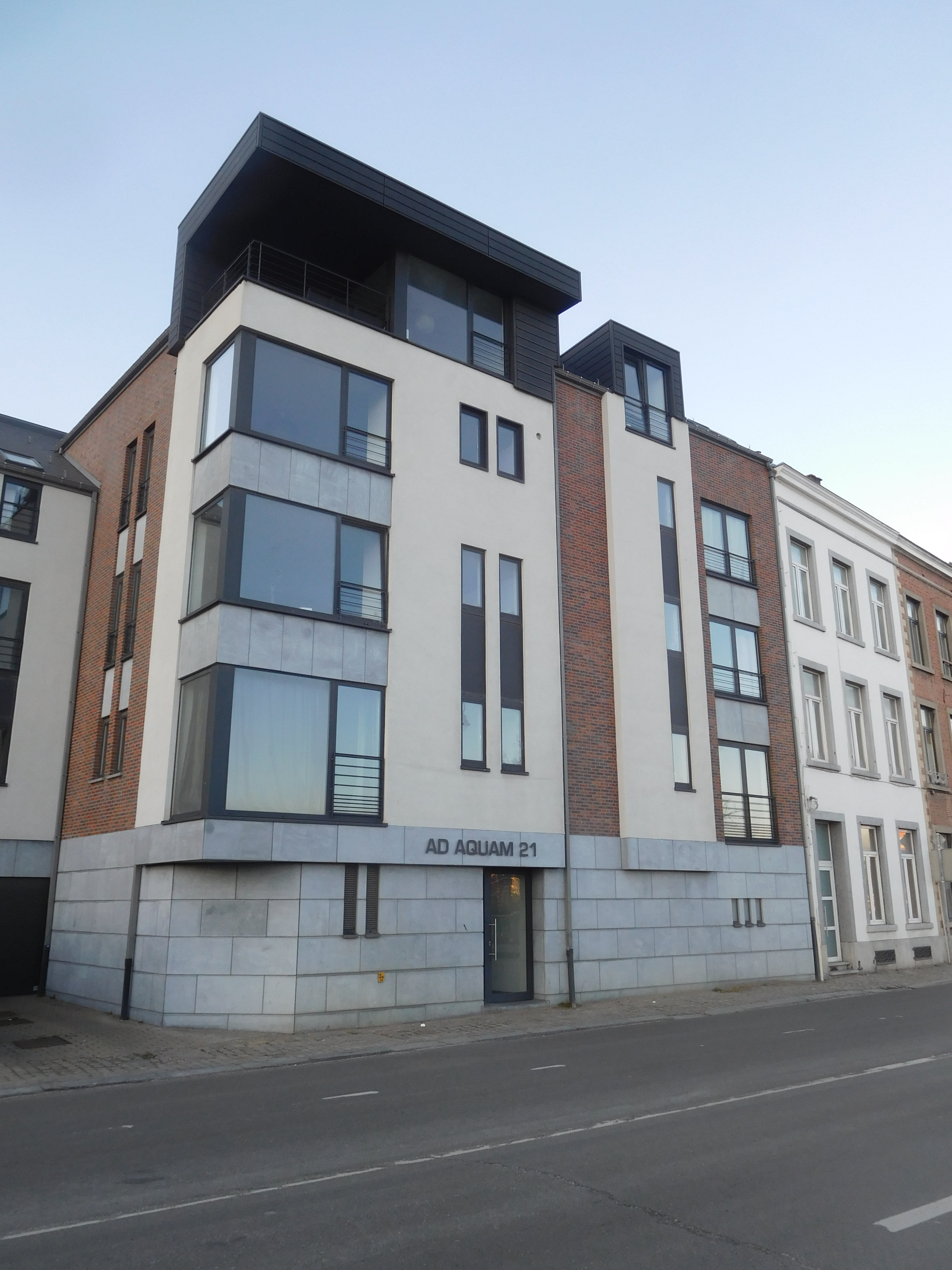
La résidence 'Ad Aquam' sur l'avenue Baron Huart, à Namur

À partir de 1928 commence une politique communale favorisant le trafic automobile. Les aménagements successifs font passer la grande partie du trafic venant de Dinant et Profondeville par le 'boulevard Ad Aquam' conduisant au pont de France (1933), réduisant progressivement la rue Notre-Dame, restée étroite, à un rôle insignifiant. Les bombardements allemands de mai 1940 causent de grands dégâts aux immeubles du 'boulevard Ad Aquam', qui resteront en ruines jusque 1953. Dans les années 1960 et 1970, de démolitions en modernisations privilégiant le trafic automobile le quartier historique du Grognon disparait presque entièrement. La ligne de tramway N°4 est remplacée par un bus.  Le 'boulevard Ad Aquam' échappe quelque peu au désastre urbanistique mais, comme pour effacer complètement le souvenir de l’ancien Grognon, il est rebaptisé ‘Avenue Baron Louis Huart’ en 1964

## Aujourd’hui
L'ancien nom Boulevard ad Aquam reste populaire au sein de la population namuroise. Au N°21 un immeuble à appartements en a pris le nom 'Résidence Ad Aquam' et l'arrêt de bus TEC s'appelle toujours 'Boulevard Ad Aquam'.